# Konstancija Burgundska
Konstancija (Constance) bila je burgundska plemkinja te kraljica Kastilje i Leona kao supruga Alfonsa VI. Hrabrog, koji je bio leonsko-kastiljski kralj. Roditelji kraljice Konstancije bili su Robert I., burgundski vojvoda i njegova supruga Helena. Konstancija je bila unuka francuskog kralja Roberta II., pripadnika dinastije Capet.
Prvi muž gospe Konstancije bio je Hugo II., grof Chalona; par se vjenčao 1065. godine. Hugo i Konstancija nisu imali djece. Konstancija se preudala za kralja Alfonsa 1079. godine te je brak isprva naišao na protivljenje Katoličke crkve. Konstancija je suprugu rodila kćer Uraku, koja je bila nasljednica.
Konstancija je bila carica Španjolske kao Alfonsova supruga, a nakon njene smrti, Alfons se opet oženio.